# 罗登戈-萨伊阿诺
罗登戈-萨伊阿诺（義大利語：Rodengo-Saiano），是意大利布雷西亚省的一个市镇。总面积12平方公里，人口8649人，人口密度720.8人/平方公里（2009年）。国家统计（ISTAT）代码为017163。

## 友好城市
- 德国屈尔滕